# Brücke Panemunė

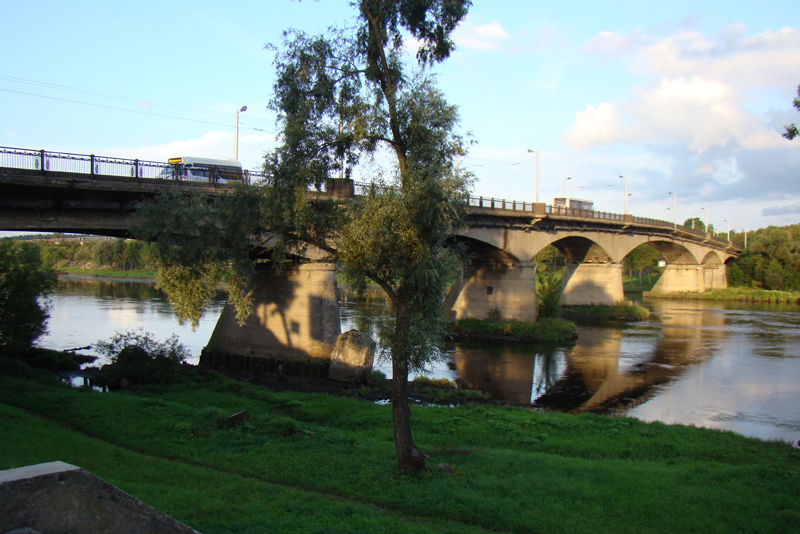
Brücke Panemunė

Die Brücke Panemunė (lit. Panemunės tiltas) ist eine Brücke über die Memel (Nemunas) in Kaunas, Litauen. Sie verbindet die Stadtteile Žemieji Šančiai und Panemunė. Die Brücke ist 208 Meter lang und hat zwei Verkehrsspuren. Jede Stunde wird die Brücke von 1200 Autos überquert.

## Geschichte
1812 baute die französische Armee unter Napoleon I. im oberen Teil der Jiesia drei Pontonbrücken, die von 68 Kanonen geschützt wurden. Die Kaiserlich Russische Armee errichtete jedes Jahr im unteren Teil vom Eisenbahntunnel Kaunas (jetzt Švenčionių-Straße) eine Pontonbrücke.
1916 richtete die deutsche Armee die erste Holzbrücke zwischen Panemunė und Šančiai ein. 1927 begann man mit dem Bau einer neuen Brücke im Oberteil (50 m von der alten Brücke). 1941 bombardierte die sowjetische Armee die Brücke. 1954 begann die sowjetische Organisation „Mostopojezd 446“ die Wiederaufbauarbeiten. 1957 wurde die Brücke gebaut.